# Andreas Holmberg (psalmöversättare)
Nils Andreas Holmberg, född 22 mars 1970 i Umeå, är en svensk kyrkomusiker och översättare av psalmer.
Holmberg har arbetat som gymnasielärare och som kyrkomusiker. Han är (2021) musiker och ungdomsledare i Enånger-Njutångers församling.
Holmberg har under många år bidragit med översättningar och språkliga moderniseringar av nyutgivna psalmer och sånger. Han har även tillgängliggjort på nätet såväl äldre som nyutgivna samlingar av koraler och psalmer.

## Översatta psalmer
- Av goda makter trofast innesluten, 1995
- Jesus lever, graven brast, 1994, publicerad i Den nya sången, BV-förlag 2010
- Klinga, ni klockor, ja, klinga i midnattens timmar, 2014
- Löst från gamla träldomsband, 1998
- Om alla mina lemmar, 1991
- Om inte Herren bygga vill, 1994
- Se, nu stiger solen ur havets famn, 2013
- Tvang til tro er dårers tale, 1992
- Vårt nattvardsbord är dukat, 1992, publicerad bland annat i Psalmer i 90-talet Verbum 1994, Psalmer och Sånger med tillägg, Libris 2003